# أنطون بلومكفيست
أنطون بلومكفيست هو لاعب هوكي الجليد سويدي، ولد في 7 مارس 1990 في كريستيانستاد في السويد.

## وصلات خارجية
- أنطون بلومكفيست على موقع دوري الهوكي الوطني (الإنجليزية)
- أنطون بلومكفيست على موقع EliteProspects.com (الإنجليزية)
- أنطون بلومكفيست على موقع HockeyDB.com (الإنجليزية)